# 小江村
小江村（おえむら）は、長崎県北高来郡にあった村。1956年（昭和31年）に東隣の湯江町および西隣の深海村と合併し、高来町となった。
現在の諫早市高来地域の中部にあたる。

## 地理
- 山：仏ノ辻
- 河川：小江川、田島川
- 溜池：犬木溜池

## 沿革
- 1889年（明治22年）4月1日 - 町村制施行により、小江村と犬木村が合併し北高来郡小江村が発足。
- 1934年（昭和9年）3月24日 - 日本国有鉄道有明西線（のち長崎本線）が開業し、当村域に小江駅が設置される。
- 1956年（昭和31年）9月20日 - 湯江町・小江村・深海村が合併して高来町が発足し、小江村は自治体として消滅。

## 地名
名を行政区域とする。また、名の名称に「小江」「犬木」の大字を冠する。
大字小江
- 上与名（うわぐみ）
- 折山名
- 下与名（したぐみ）
- 平田名
- 平原名（ひらばる）
- 峰名

大字犬木（いぬき）
- 小船津名（こぶなつ）
- 西尾名

## 交通

### 鉄道
日本国有鉄道
- 長崎本線

（深海村） - 小江駅 - （湯江町）

## 学校
- 小江小学校
- 有明中学校